# Nivea (artist)
Nivea B. Nash, född Hamilton 24 mars 1982, är en amerikansk Grammy Award-nominerad R&B-sångerska känd mononymt som Nivea.
Nivea debuterade år 2001 när hon sjöng som gästartist på rapparen Mystikals hitlåt "Danger (Been So Long)". Jive Records erbjöd sångerskan ett skivkontrakt. Följande år, den 10 december, släpptes Niveas självbetitlade debutalbum Nivea, i USA. Skivan klättrade till topp-hundra på USA:s albumlista Billboard 200. Albumets tredje singel, "Don't Mess With My Man", blev en smash-hit som klättrade till en 8:e plats på Billboard Hot 100. Följande år nominerades albumets första singel, "Don't Mess With the Radio", till en amerikansk Grammy Award. År 2005 släpptes Niveas andra album, Complicated. Dess ledande singel, "Okay", klättrade till en fjortonde plats på USA:s R&B-lista Hot R&B/Hip-Hop Songs. En andra singel, "Parking Lot", hann skickas till radio innan Nivea födde sitt första barn. Jive Records ställde följaktligen in all planerad marknadsföring för projektet, en bidragande orsak till att Nivea senare lämnade skivbolaget. Följande år släpptes "Watch It", den ledande singeln från sångerskans tredje studioalbum Animalistic. Låten blev dessvärre en kommersiell flopp, varför sångerskans album enbart hade en begränsad release i Japan.
År 2010 meddelade Nivea att utgivningen av hennes fjärde studioalbum, Purple Heart, flyttats fram till någon gång under 2012.
Den 18 juli 2011 var Nivea nära att omkomma när hon vid tretiden på natten körde på ett träd som hade fallit ner över vägen. Skvallerpressen påstod att olyckan berodde på alkoholpåverkan och att sångerskan blev arresterad på platsen, men detta visade sig senare vara falskt.

## Diskografi
| Studioalbum - 2002: Nivea - 2005: Complicated - 2006: Animalistic | Övriga album - 2011: Nivea Undercover (Mixtape) |